# Escut de Tunísia
L'escut de la República de Tunísia, en la seva forma actual, fou adoptat el 1989, segons la Llei núm. 89-72 de 2 de setembre.
Els seus elements bàsics —la galera, el lleó i les balances, la mitja lluna i l'estrella de la bandera i la cinta amb el lema nacional: حرية نظام عدالة, Ḥurriyya, niẓām, ʿadāla, ‘Llibertat, ordre, justícia’— ja figuraven a l'escut descrit a la Constitució monàrquica de 1959.
Precisament les càrregues de l'escut representen els mots del lema nacional: la galera simbolitza la llibertat, el lleó és el símbol de l'ordre i les balances al·ludeixen a la justícia.

## Escut beilical
El primer escut de la Tunísia independent són les armories usades per la dinastia husaynita de Tunísia, adoptades oficialment el 21 de juny de 1861, segons decret del bei, que representaven el nou Regne de Tunísia, independent d'ençà del 20 de març d'aquell any.
Tot i haver estat adoptades oficialment el 1861, ja s'utilitzaven abans d'aquesta data, com ho testimonia un llibre d'Henri Dunant publicat el 1858.

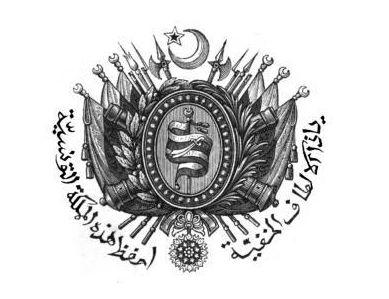
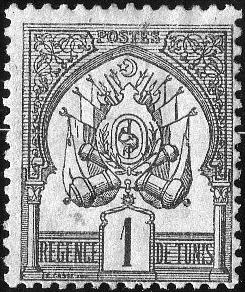

- Escut beilical del 1858
- L'escut beilical al primer segell tunisià (1888)
- L'escut beilical cap a 1900

## Escut reial
L'escut beilical fou substituït pel nou del Regne de Tunísia adoptat pel decret del bei del 21 de juny de 1956. El blasonament era el següent:
Escut truncat i semipartit: al primer, d'atzur, una galera púnica damunt un mar d'ones; al segon, de gules, un lleó passant contornat de sable que sosté una espasa d'argent; al tercer, d'or, unes balances de sable. Sobremuntat d'una lluneta minvant i una estrella de cinc puntes de gules dins un camper circular d'argent. Acoblat de dues llances i, al cap, dues banderoles, passades en sautor. A la punta, acostat d'una espiga de blat a la destra i d'un ram d'olivera a la sinistra, que conflueixen en la medalla al Mèrit Nacional. Al capdavall, una cinta amb el lema nacional en àrab: حرية نظام عدالة, Ḥurriyya, niẓām, ʿadāla, ‘Llibertat, ordre, justícia’.
L'escut duia alguns elements heretats de les armories beilicals, com ara les llances, les banderes i la medalla al Mèrit. Precisament el 13 de setembre del mateix any aquella medalla fou substituïda per l'Orde de la Independència.

## Escut republicà
Arran de l'abolició de la monarquia el 25 de juliol de 1957, l'escut aleshores vigent va passar a representar la nova república.

### Escut de 1963

Escut adoptat el 1963

La llei del 30 de maig de 1963 modifica sensiblement l'escut tot suprimint-ne els elements provinents de les armories beilicals –les llances i les banderoles– i invertint l'emplaçament del lleó i la balança, que passen a figurar respectivament a la sinistra i a la destra; el lleó deixa de ser contornat i mira cap a la destra. Els diversos campers passen a ser tots d'or, si bé les balances i el lleó continuen tenint els mateixos esmalts; s'especifica, a més, que el vaixell «té el buc bistre, les veles d'argent i els pavellons flotants vermells, navegant en un mar d'atzur». Finalment, la cinta amb el lema nacional –«d'or, amb la inscripció en negre»– apareix col·locada sobre l'escut, a la part central.
Els termes heràldics usats en el redactat de la llei (com ara destra i sinistra, és a dir, l'esquerra i la dreta, respectivament, segons el qui mira l'escut) no es corresponen amb el dibuix que s'hi ofereix a continuació.

### Escut de 1989
Segurament per evitar aquesta contradicció entre el que deia el blasonament oficial i l'escut que s'usava des del 1963, el 2 de setembre de 1989 es modifica la descripció, i on deia destra (és a dir, l'esquerra per al qui mira l'escut) ara diu dreta, i on deia sinistra ara diu esquerra. La resta del blasonament és el mateix que el del 1963.